# キース・ジャーディン

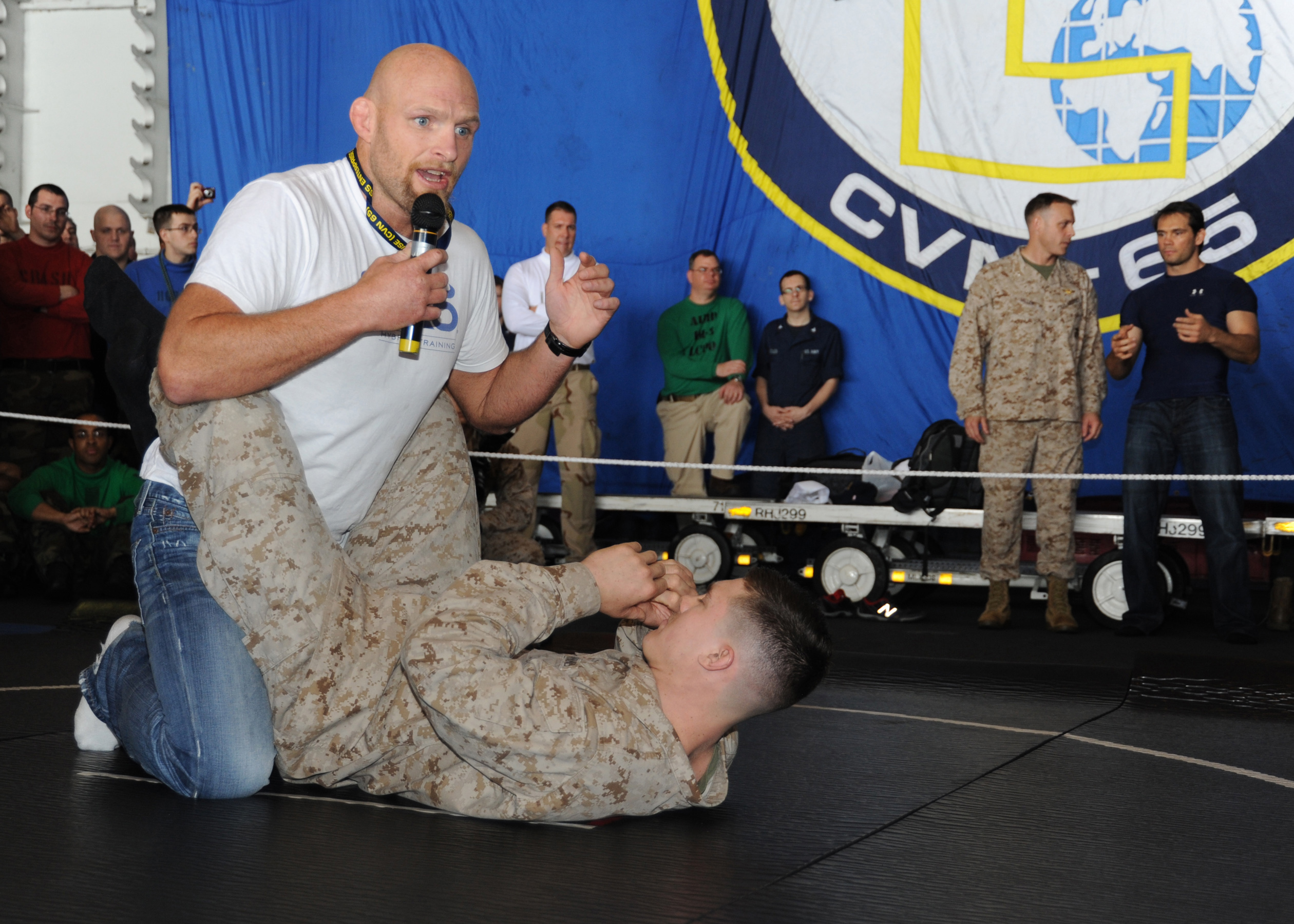
軍人に格闘技を教えるジャーディン

キース・ジャーディン（Keith Jardine、1975年10月31日 - ）は、アメリカ合衆国の俳優、元総合格闘家。モンタナ州ビュート出身。ジャクソンズMMA所属。
元バウンティハンターという異色の経歴を持つ。

## 来歴
2003年10月4日、初参戦となったパンクラスで山宮恵一郎と対戦し、0-0の判定ドロー。
2003年12月12日、プロボクシングデビュー。

### TUF
2005年、リアリティ番組「The Ultimate Fighter」シーズン2に出演し、チーム分けの際はコーチのリッチ・フランクリンにヘビー級選手として1番に指名を受けた。ヘビー級トーナメント準決勝でラシャド・エヴァンスに敗れシーズンから脱落するも、11月5日のフィナーレではケリー・ショールにローキックでTKO勝ち。以後は階級をライトヘビー級に下げ、UFCに定期参戦を果たした。

### UFC
2006年12月30日、UFC 66でフォレスト・グリフィンと対戦し、TKO勝ち。ノックアウト・オブ・ザ・ナイトを受賞した。
2007年9月22日、UFC 76のメインイベントでチャック・リデルと対戦し、2-1の判定勝ちを収めた。
2008年5月24日、UFC 84でヴァンダレイ・シウバと対戦し、パウンドでKO負け。10月18日のUFC 89ではブランドン・ヴェラに2-1の判定勝ちを収めた。
2009年3月7日、UFC 96のメインイベントでクイントン・"ランペイジ"・ジャクソンと対戦し、0-3の判定負け。敗れはしたもののファイト・オブ・ザ・ナイトを受賞した。
2009年8月29日、UFC 102でチアゴ・シウバと対戦し、パウンドでTKO負けを喫した。
2010年2月20日、UFC 110でライアン・ベイダーと対戦し、左フックでKO負け。
2010年6月19日、The Ultimate Fighter: Team Liddell vs. Team Ortiz Finaleでマット・ハミルと対戦し、0-2の判定負け。4連敗となりUFCからリリースされた。
2010年9月11日、Shark Fightsのメインイベントでトレヴァー・プラングリーと対戦し、1-2の判定負けを喫した。

### Strikeforce
2011年4月9日、Strikeforce初参戦となったStrikeforce: Diaz vs. Daleyでゲガール・ムサシと対戦し、0-1の判定ドロー。マイク・カイルの代役での出場であった。
2012年1月7日、Strikeforce: Rockhold vs. Jardineでルーク・ロックホールドの持つ世界ミドル級王座に挑戦し、パウンドでTKO負けを喫し王座獲得に失敗した。

## 戦績

### 総合格闘技
| 総合格闘技 戦績 | 総合格闘技 戦績 | 総合格闘技 戦績 | 総合格闘技 戦績 | 総合格闘技 戦績 | 総合格闘技 戦績 | 総合格闘技 戦績 |
| --------------- | --------------- | --------------- | --------------- | --------------- | --------------- | --------------- |
| 30 試合         | (T)KO           | 一本            | 判定            | その他          | 引き分け        | 無効試合        |
| 17 勝           | 8               | 2               | 7               | 0               | 2               | 0               |
| 11 敗           | 6               | 0               | 5               | 0               | 2               | 0               |

| 勝敗 | 対戦相手                             | 試合結果                         | 大会名                                                                      | 開催年月日     |
| ×    | ホジャー・グレイシー                 | 5分3R終了 判定0-3                | Strikeforce: Rockhold vs. Kennedy                                           | 2012年7月14日  |
| ×    | ルーク・ロックホールド               | 1R 4:26 TKO（パウンド）          | Strikeforce: Rockhold vs. Jardine 【Strikeforce世界ミドル級タイトルマッチ】 | 2012年1月7日   |
| △    | ゲガール・ムサシ                     | 5分3R終了 判定0-1                | Strikeforce: Diaz vs. Daley                                                 | 2011年4月9日   |
| ○    | アーロン・ロフトン                   | 1R 3:30 TKO（パンチ連打）        | Fresquez Productions: Double Threat                                         | 2011年3月4日   |
| ○    | フランシスコ・フランセ               | 5分3R終了 判定3-0                | Nemesis Fighting: MMA Global Invasion                                       | 2010年12月11日 |
| ×    | トレヴァー・プラングリー             | 5分3R終了 判定1-2                | Shark Fights 13: Jardine vs. Prangley                                       | 2010年9月11日  |
| ×    | マット・ハミル                       | 5分3R終了 判定0-2                | The Ultimate Fighter: Team Liddell vs. Team Ortiz Finale                    | 2010年6月19日  |
| ×    | ライアン・ベイダー                   | 3R 2:10 KO（左フック）           | UFC 110: Nogueira vs. Velasquez                                             | 2010年2月20日  |
| ×    | チアゴ・シウバ                       | 1R 1:35 TKO（左フック→パウンド） | UFC 102: Couture vs. Nogueira                                               | 2009年8月29日  |
| ×    | クイントン・"ランペイジ"・ジャクソン | 5分3R終了 判定0-3                | UFC 96: Jackson vs. Jardine                                                 | 2009年3月7日   |
| ○    | ブランドン・ヴェラ                   | 5分3R終了 判定2-1                | UFC 89: Bisping vs. Leben                                                   | 2008年10月18日 |
| ×    | ヴァンダレイ・シウバ                 | 1R 0:36 KO（パウンド）           | UFC 84: Ill Will                                                            | 2008年5月24日  |
| ○    | チャック・リデル                     | 5分3R終了 判定2-1                | UFC 76: Knockout                                                            | 2007年9月22日  |
| ×    | ヒューストン・アレクサンダー         | 1R 0:48 TKO（パウンド）          | UFC 71: Liddell vs. Jackson                                                 | 2007年5月26日  |
| ○    | フォレスト・グリフィン               | 1R 4:41 TKO（パウンド）          | UFC 66: Liddell vs. Ortiz 2                                                 | 2006年12月30日 |
| ○    | ウィウソン・ゴヴェイア               | 5分3R終了 判定3-0                | The Ultimate Fighter 3 Finale                                               | 2006年6月24日  |
| ×    | ステファン・ボナー                   | 5分3R終了 判定0-3                | Ultimate Fight Night 4                                                      | 2006年4月6日   |
| ○    | マイク・ホワイトヘッド               | 5分3R終了 判定3-0                | UFC 57: Liddell vs. Couture 3                                               | 2006年2月4日   |
| ○    | ケリー・ショール                     | 2R 3:28 TKO（ローキック）        | The Ultimate Fighter 2 Finale                                               | 2005年11月5日  |
| ○    | アルマン・ガンバリャン               | 1R 2:37 腕ひしぎ十字固め         | M-1 MFC: Heavyweight GP                                                     | 2004年12月4日  |
| ○    | トム・エルライト                     | 1R 2:50 KO（パンチ連打）         | Independent Event                                                           | 2004年11月13日 |
| ○    | ブライアン・ベア                     | 1R 2:02 TKO（パンチ連打）        | Venom: First Strike                                                         | 2004年9月18日  |
| △    | 山宮恵一郎                           | 5分2R終了 判定0-0                | PANCRASE 2003 HYBRID TOUR                                                   | 2003年10月4日  |
| ○    | ジョージ・アレン                     | 5分2R終了 判定3-0                | KOTC 24: Mayhem                                                             | 2003年6月14日  |
| ○    | アラン・サリバン                     | 2R 1:46 TKO（パンチ連打）        | KOTC 21: Invasion                                                           | 2003年2月21日  |
| ○    | ブライアン・パードー                 | 1R 1:09 KO（パンチ連打）         | KOTC 20: Crossroads                                                         | 2002年12月15日 |
| ○    | フィリップ・プリース                 | 5分2R終了 判定3-0                | KOTC 14: 5150                                                               | 2002年6月19日  |
| ×    | トラビス・ビュー                     | 1R 0:06 KO（パンチ）             | Extreme Challenge 46                                                        | 2002年2月16日  |
| ○    | エイブ・アンデュージョ               | 1R 1:20 TKO（パンチ連打）        | Rage in the Cage 31                                                         | 2001年11月7日  |
| ○    | アミール                             | 1R 2:44 腕ひしぎ十字固め         | Gladiator Challenge 5: Rumble in the Rockies                                | 2001年8月19日  |

### プロボクシング
- 4戦3勝1分

## 表彰
- ガイドージュツ 黒帯
- UFC ファイト・オブ・ザ・ナイト（2回）
- UFC ノックアウト・オブ・ザ・ナイト（1回）

## 出演

### 映画
- アドレナリン:ハイ・ボルテージ（2009年）
- スティーヴ・オースティン S.W.A.T.（2011年）
- ジョン・ウィック（2014年）
- バッドガイズ!! War on Everyone (2016年)
- ビリー・ザ・キッド 孤高のアウトロー The Kid (2019年)